# بوبي مارشال (لاعب كرة قدم)
بوبي مارشال (بالإنجليزية: Bobby Marshall)‏ (1 يناير 1876 بإدنبرة في المملكة المتحدة - 1 يناير 1931) هو مدرب كرة قدم ولاعب كرة قدم بريطاني (وحمل سابقاً جنسية المملكة المتحدة لبريطانيا العظمى وأيرلندا) في مركز الهجوم. لعب مع برايتون أند هوف ألبيون ونادي بورتسموث ونادي ليفربول وLeith Athletic F.C. ‏.